# Карбонильное железо
Карбонильное железо — это чистое мелкодисперсное железо луковичной структуры (с размером частиц от 1 мкм до 20 мкм(μm)) высокой степени чистоты, которое получают путём разложения пентакарбонила железа в вертикальных цилиндрических аппаратах разложения. Основной примесью в карбонильном железе является углерод, побочными примесями являются азот и кислород.
Производство порошкового карбонильного железа, основанное на термическом разложении его пентакарбонила, является второй фазой карбонил-процесса, в которой исходному металлу — железу придаются вполне определённые физико-химические свойства (дисперсность, химический состав, структура частиц), обеспечивающие достижение заданных электромагнитных параметров материала.
Развитие различных технологий сделало очевидным преимущества использования карбонильного железа в следующих областях: порошковая металлургия, электротехника, машиностроение, электроника, радиотехника, электромагнитные муфты и так далее.

## История
С 1925 г. при активных разработках эффективного синтеза пентакарбонила железа начали проводиться работы по его разложению с целью получить высокодисперсный порошок железа. Изначально подбиралось опытное оборудование, в котором наиболее оптимально протекал процесс термического разложения пентакарбонила железа при температурах 260—280°С. В тот же год на полученном порошковом железа проводилась последующая термическая обработка при 350С водородом и Шлехт достигал значительного снижения содержащихся в них примесей углерода и кислорода. При дополнительной газовой сепарации порошка выделялась однородная фракция его, применявшаяся в технике слабых токов для изготовления магнитодиэлектрических сердечников.
Детальное изучение электромагнитных свойств порошкового карбонильного железа началось в 1925 г. фирмой «Siemens» в Германии, которая применила этот материал для изготовления сердечников катушек индуктивности аппаратуры проводной связи. Было установлено, что такой порошок обладает весьма низкими потерями на гистерезис, вихревые токи и магнитную вязкость, что делало применение его для указанной цели особенно перспективным. После полученных данных вся Западная Европа стала применять карбонильное железо для изготовления сердечников для катушек индуктивности.
В связи с этим с 1927 г. в Германии на заводе в г. Оппау было пущено в эксплуатацию крупное производство порошкового карбонильного железа. В сороковых годах США и Англия на основе патентов фирмы «И. Г. Фарбениндустри» также организовали у себя промышленное производство порошкового карбонильного железа, и с тех пор оно широко используется во всех технически развитых странах.
В Советском Союзе синтез пентакарбонила железа был осуществлен в 1930—1933 гг. П. В. Усачевым, В. Г. Телегиным и В. Л. Волковым на опытной установке в Государственном институте высоких давлений.
В 1935—1940 гг. В. Г. Телегиным, а позднее В. И. Евсеевым проводились также работы по получению порошков карбонильного железа разложением пентакарбонила. В 1941 г. на одном из заводов химической промышленности было организовано небольшое производство порошков карбонильного железа, которое работало в 1946 г., выпуская порошки для промышленности средств связи.
С 1948 г. все работы по технологии синтеза пентакарбонила железа, получению порошков карбонильного железа и созданию магнитодиэлектриков на их основе проводились в специальной лаборатории, созданной в Москве. В 1950—1952 гг. на основе работ этой лаборатории в системе химической промышленности началось строительство крупного производства порошкового карбонильного железа, которое запустилось в 1953 г., а в 1986 г. была проведена полная реконструкция производства. Выпуск порошков карбонильного железа не прекращается из-за растущей потребности применения во многих областях, а также ведутся исследовательские работы в новых областях возможного применения порошкового железа.

## Области применения
Карбонильное железо нашло своё применение в следующих областях:
- Радиоэлектроника и проводная связь;[4]
- Порошковая металлургия[5];
- MIM-технология;
- Магнитнопорошковая дефектоскопия (МПК)[6][7];
- Алмазный инструмент;
- Синтез искусственных алмазов;
- Магнитореологические жидкости(MRF)[8];
- Электромагнитные муфты;[9]
- Радиопоглощающие материалы (РПМ) и покрытия (РПП)[10][11];
- Ферросплавы и технически чистое железо для прецизионных сплавов[5];
- Препараты от железодефицитной анемии и БАД на основе железа;
- Порошковое железо класса ОСЧ для различных целей;
- Катализатор в системе среднетемпературной паровой конверсии монооксида углерода (СО);
- Феррография[12][13].